# فرویندلیش (دهانه)
فرویندلیش یک دهانه برخوردی در ماه‌ است.

## دهانه‌های اقماری
این دهانه ۳ دهانه اقماری دارد.
| Freundlich | عرض جغرافیایی | طول جغرافیایی | قطر          |
| ---------- | ------------- | ------------- | ------------ |
| Q          | ۲۲.۷° N       | ۱۶۷.۴° E      | ۱۷.۰ کیلومتر |
| R          | ۲۳.۸° N       | ۱۶۷.۸° E      | ۲۰.۰ کیلومتر |
| G          | ۲۴.۵° N       | ۱۷۳.۵° E      | ۲۵.۰ کیلومتر |